# Terceira Guerra Sacra
A Terceira Guerra Sacra (356–346 a.C.), de um ponto de vista meramente politico, nasce como expressão da tentativa da cidade-estado de Tebas de continuar sua política hegemônica, afetada consideravelmente pela Batalha de Mantineia (362 a.C.).

## Início
O prefácio da guerra é resultado de um desejo de revanche pelos beócios contra os foceus e espartanos, seus dois tradicionais rivais: multas altas que seriam em nome e direcionadas ao santuário de Delfos são determinadas a ambos, aos espartanos pela ocupação da Cadmeia no ano 382 a.C.. e aos foceus pelo cultivo da terra sagrada de Cirra.
Pelo fato de a multa ser de um valor muito elevado em comparação com a dimensão pequena da terra, como afirmavam os foceus, Filomelo comanda os exércitos da Fócida e ocupa Delfos, se limitando a recolher as contribuições dos citadinos da cidade e abstendo-se das riquezas do santuário.
Após uma batalha contra os lócrios perto de Delfos, os próprios foceus realizam uma incursão em direção à Lócrida enquanto Tebas move apenas protestos formais. Filomelo também, em um primeiro momento, persegue a política de legitimação enviando embaixadores a Atenas, Esparta e até mesmo a Tebas. No entanto, os beócios não deixaram que lhes subtraíssem a função de tutores do santuário, que os classificava como integrantes oficiais da Liga Anfictiônica: enviam, por sua vez, embaixadores à Tessália e à Anfictiônia convidando-os a juntar os exércitos contra os foceus. Os dois lados opostos condensam-se: de um lado beócios, lócrios, tessálios e seus periecos; do outro foceus, atenienses, espartanos e alguns outros peloponésios.

## A Guerra
Em 354 a.C., os tessálios irrompem na Lócrida e são derrotados pelos foceus na colina de Argola. Sucessivamente a ação de tropas beócias endireita a situação vencendo Filomelo na batalha de Neon. Como consequência, o comando é assumido por Onomarco, que passa a utilizar os recursos do santuário tanto por motivos militares quanto em missões diplomáticas. Com isso, Onomarco consegue corromper os tessálios fazendo com que se retirem da luta e conquista posições na Lócrida (Troino) e na Beócia (Orcômeno).
No mesmo ano, os tessálios pedem a intervenção de Filipe II da Macedônia contra a ameaça do tirano Licofrones de Fere, ao qual se ligam posteriormente os foceus. Já no ano 353 a.C., Filipe II, acompanhado de tropas tessálicas, é derrotado duas vezes pelas tropas de Onomarco. Porém, em 352 a.C., O rei da Macedônia mais uma vez investe contra Licofrones com a ajuda dos tessálios, formando um exército de mais de 20 mil infantes e três mil cavaleiros que lutaria contra 20 mil infantes e 500 cavaleiros foceus. Na batalha dos Campos de Açafrão (Pagase), no Golfo de Volos, Filipe II conquista uma vitória extraordinária sobre Onomarco: morrem mais de seis mil foceus e mercenários, dentre eles o general, e são aprisionados outros três mil homens.